# Stausee Wettingen
Der Stausee Wettingen ist ein Stausee an der Limmat im Schweizer Kanton Aargau und dient dem Betrieb des Kraftwerks Wettingen. Der See liegt im Limmattal zwischen den Ortschaften Würenlos und Wettingen am rechten Flussufer und Killwangen und Neuenhof AG am linken Flussufer.

## Geschichte

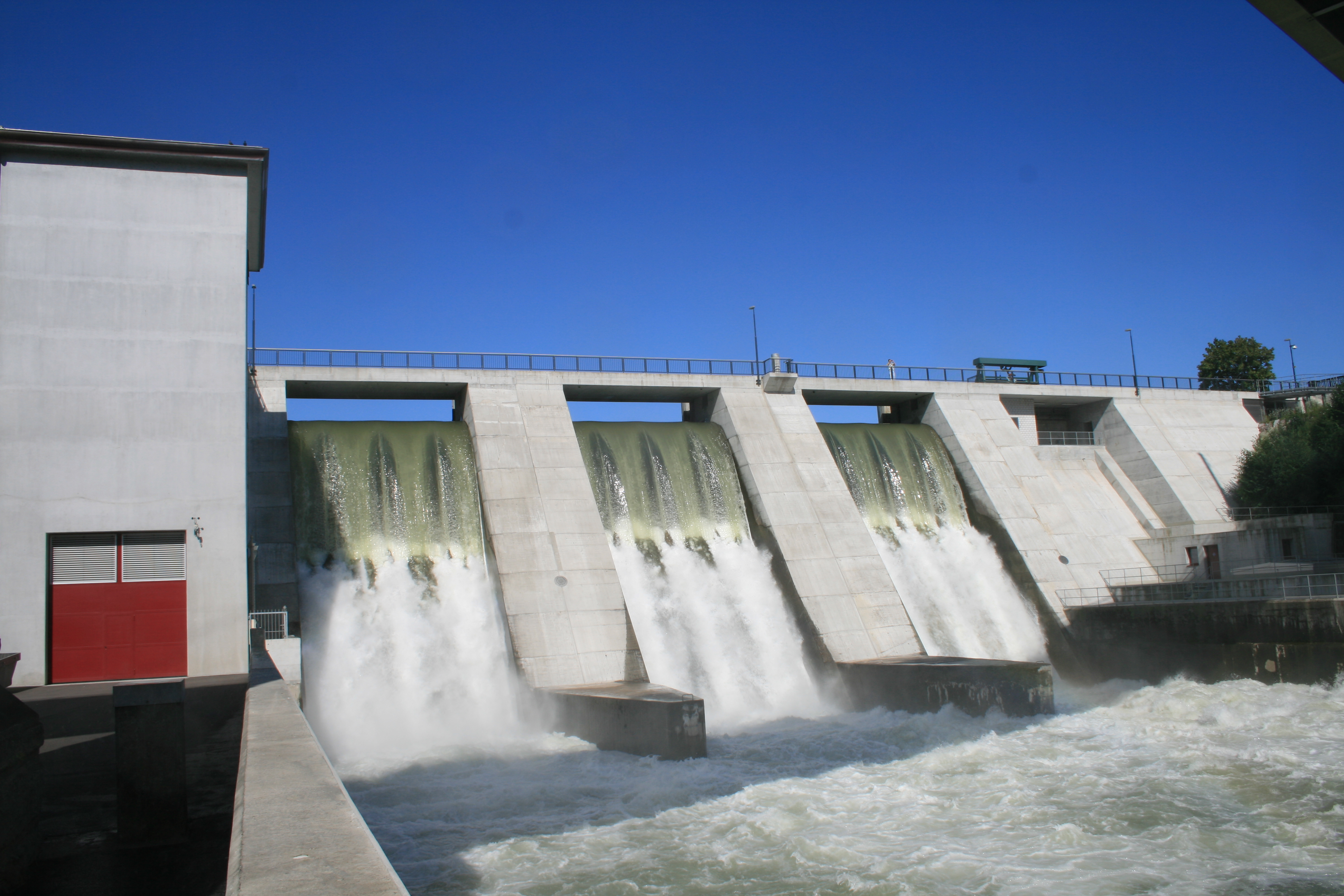
Staumauer

Der Stausee wurde im Jahre 1933 fertiggestellt. Das Kraftwerk liegt oberhalb der Holzbrücke beim Kloster Wettingen und 50 Meter oberhalb der Eisenbahnbrücke. Es wird vom Elektrizitätswerk der Stadt Zürich (EWZ) betrieben. Die erste Konzession für das Kraftwerk lief bis 2013. Da um die Jahrtausendwende grössere Renovationsarbeiten nötig wurden, die Investitionskosten von 60 bis 70 Millionen Franken aber bei der kurzen Restlaufzeit der Konzession nicht vertretbar waren, stellte die EWZ 1998 einen Antrag auf Verlängerung der Konzession. Geknüpft an Umweltauflagen wurde diese Konzession für 80 Jahre durch den Grossen Rat des Kantons Aargau am 16. Januar 2001 erteilt. Ein Teil der Uferverbauungen unterhalb des Kraftwerks musste rückgebaut werden, und zur Überbrückung der Staumauer wurde die 600 Meter lange Fischtreppe Fischpass Kraftwerk Wettingen errichtet.

## Technik
Das Stauwehr und das Maschinenhaus sind nebeneinander quer zum Fluss auf festem Molassefelsen gebaut. Das Wehr hat vier Wehröffnungen. Das Kraftwerk verfügt über drei Turbinen-Generatoren-Gruppen. Um das Gefälle zu vergrössern, strömt das Wasser unterhalb der Turbinen durch einen Unterwasserstollen unter der Limmatschleife und mündet weiter unten wieder in den Fluss.
Die installierte Leistung des Kraftwerks beträgt 26,1 MW; jede der drei Hauptmaschinen leistet maximal 8 MW und die kleinere Dotiermaschine zusätzlich 2,1 MW. Die jährliche Erzeugung liegt bei 135 Millionen kWh.

## Industriekultur
Seiner technikgeschichtlichen Bedeutung wegen ist das Kraftwerk Wettingen eine Station auf dem Industriekulturpfad Limmat–Wasserschloss.